# 877 TCN
877 TCN là một năm trong lịch La Mã.